# Obelisk Konstantyna
Obelisk Konstantyna – 32-metrowy słup usytuowany w konstantynopolitańskim hipodromie. Obelisk znajduje się w południowej części obiektu, niedaleko pochodzącej z Delf Kolumny Wężowej. Budowla ta została wykonana z kamiennych bloków. Monument pochodzi z IV wieku. W dolnej części obelisku wywiercono otwory, z których spływała woda. Strukturę odnowił cesarz Konstantyn VII Porfirogeneta w X wieku. Prawdopodobnie za panowania Konstantyna VII obelisk ozdobiono złoconymi plombami z brązu. Wykonane z brązu płyty zostały zrabowane i przetopione przez uczestników IV krucjaty w 1204 roku.